# Järgarvet
Järgarvet  är en småort i Falu kommun i Dalarnas län, Sverige. Orten är belägen vid riksväg 69 vid nordöstra stranden av sjön Grycken i Stora Kopparbergs socken.